# Garsedonio di Mantova
Garsedonio di Mantova (... – Luzzara, 1187) è stato un vescovo cattolico italiano.

## Biografia
Noto anche come Graziadoro era forse originario della Germania. Fin dalla sua prima nomina a vescovo di Mantova, nel 1148, fu uno strenuo sostenitore dell'imperatore Federico Barbarossa, che lo nominò conte imperiale. Intorno al 1154 fece riedificare in città la chiesa di Santo Stefano. Nel 1162 subì la scomunica del papa e nel 1168 fu costretto a lasciare la carica al beato Giovanni, fedele a papa Alessandro III. Nel 1177 l'imperatore ottenne la riabilitazione di Garsedonio che nel 1177 fu rieletto per la seconda volta vescovo di Mantova. Nel 1180 fu legato della sede apostolica in Germania, dove a Ratisbona incontrò l'imperatore.
Ricoprì anche, dal 1184 al 1186, la carica di primo podestà di Mantova.